# Marjeta na Dravskem polju
Marjeta na Dravskem Polju je naselje v Občini Starše.